# 大妻嵐山中学校・高等学校
大妻嵐山中学校・高等学校（おおつまらんざんちゅうがっこう・こうとうがっこう）は、埼玉県比企郡嵐山町にある私立中高一貫校。高校からの入学も可能である（高校入学試験あり）。系列校の中で高校から入学できるのは、この大妻嵐山高等学校だけである。設置者は学校法人大妻学院。

## 概要
- 校訓「恥を知れ」は学祖・大妻コタカの教えによるもの。
- 建学の精神「Arts for Humankind 学芸を修めて人類のために」
- これからの時代を自信を持って生きる、自立した女性を育てる学校。生徒も教師も学び続ける「成長する学校」。
- 大妻コタカの言葉の一つ「らしくあれ」を掲げ、個性や自分の特性を大事にしながら「自分らしく、まっすぐに」将来に向かって進んでいくための力を身に付けることを目指している。

## 沿革
- 1967年（昭和42年） - 嵐山女子高等学校開校。現在の大妻中野中高の前身である「文園高等学校」（学校法人誠美学園）の系属校として設置された。したがって、九段の大妻中高校（千代田）や大妻多摩中高校とは源流を異にする（校章も嵐山と中野は同じ校章で色違い。千代田と多摩は大妻家の家紋に、千代田は中学の「中」、高校は「高」の文字が入る。多摩は家紋に「大妻」の文字が入る。色は同じ）。
- 1972年（昭和47年） - 学校法人誠美学園が大妻女子大学の傘下になり、校名を大妻女子大学嵐山女子高等学校と改称
- 1995年（平成 7年） - 校名を大妻嵐山高等学校と改称
- 2003年（平成15年） - 大妻嵐山中学校開校
- 2007年（平成19年） - 大妻嵐山中学校理数アドバンスクラス開始
- 2013年（平成25年） - 学校法人誠美学園と学校法人大妻学院が合併。存続法人が学校法人大妻学院になる。
- 2014年（平成26年） - 大妻嵐山高等学校　文系・理系アドバンスをスーパーアドバンス、選抜→選抜β、進学→選抜αに改編
- 2017年（平成29年） - 大妻嵐山高等学校　選抜αとβを統合し大妻グローバルコースに改編
- 2017年（平成29年） - 嵐山町町制50周年記念　夏祭りin大妻嵐山を開催
- 2019年（平成30年） - 大妻嵐山高等学校　難関国公立大学と最難関私大を目指す「スーパーアドバンスSSコース」を新設

## 交通
- 東武東上線武蔵嵐山駅より徒歩で約13分。生徒専用のスクールバスを運行しており（熊谷駅/深谷駅/北上尾駅/北本駅/飯能駅/森林公園駅）高崎線沿線からの通学者も多い。また、各便には途中乗車場所もあり（森林公園駅便除く）、自宅近くに停車場所がある場合はそこから乗車することもできる。なお、スクールバス位置情報システムを導入しているので、バスが今どこを走っているのかをスマートフォン等でリアルタイムで確認することができる。

## 制服
- 冬服　中学：セーラー服、高校：ブレザー
- 夏服　中学：セーラー服、高校：ニット系ベスト（盛夏服；ブラウス/ポロシャツ） ※ 2016年度にモデルチェンジ
- 2023年度（令和4年度）秋より、高校の制服においては、スラックスを導入（希望者）このスラックスは生徒からの声をきっかけに導入に至った。

## 大妻嵐山おやじの会
大妻嵐山おやじの会は、在校生保護者の父親による学校公認の任意ボランティア団体。大妻嵐山中学校・高等学校の行事運営や校内環境の整備を主な活動としている。2006年（平成18年）発足。発足当時は、学校行事の際の駐車場の誘導から始まる。80名余りの会員は、会社員から公務員、自営業と様々な業種の人が集まり、職業もしくは趣味などで、それぞれの得意分野を活かした能力を発揮して活動を進めていることが特徴。あくまでもボランティアなので、PTAのように強制されることは一切ない。個人の都合で参加出来る時に参加するというスタイルが守られている。懇親会やゴルフ大会もあり、異業種交流の場にもなっている。2018年には、登山部とスキー部が創設され、ゴルフ大会がいつの間にかゴルフ部と名称変更される。
現在、活動領域が広がり、地域ボランティアにも積極的に参加。今では、学校に無くてはならない存在になっている。
主な活動
1. 学校環境整備  　グランド整備 ／駐車場整備／花壇植栽／芝生の手入れ等／学校施設修理・施工等／冬季イルミネーション
2. 学校行事への協力・参加  　体育祭応援合戦への衣装作成資金協力／体育祭一部競技参加 ／大妻祭（文化祭）模擬店出店 （収益は、全て学校・生徒へ還元している）／イベント時の駐車場誘導／保護者会活動への協力／嵐山町町制50周年記念夏祭りin大妻嵐山模擬店等参加／小学生向け科学講座「サイエンスキッズ」の協力／餅つき
3. 地域活動  　埼玉県「彩の国ロードサポート」制度への参加（認定番号35-28-08　団体名：大妻嵐山おやじの会　道路名：国道254号  　区間：嵐山町菅谷495～572）／嵐山町クリーン活動／比企郡こどもまつり　模擬店参加／嵐山夏祭り　テント等提供および設置・模擬店参加／嵐山祭り　模擬店参加
4. クラブ活動　登山部／スキー部／ゴルフ部

## 系列校
- 大妻女子大学
- 大妻中学校・高等学校
- 大妻多摩中学校・高等学校
- 大妻中野中学校・高等学校